# Tridacna squamosina
Tridacna squamosina (syn.: Tridacna costata) ist eine Muschel-Art aus der Unterfamilie der Riesenmuscheln (Tridacninae), die zur Ordnung der Cardiida gestellt wird. Die Art kommt in sehr flachem Wasser im Roten Meer vor und wurde erst im Jahr 2008 wiederentdeckt.

## Merkmale
Das ungleichklappige Gehäuse erreicht eine Länge von 27 bis 32 cm. Der Schlossrand erstreckt sich dabei auf weniger als die Hälfte der Gehäuselänge. Vom Wirbel gehen fünf bis sieben radiale, dreieckige Falten aus, die einen Zick-Zack-förmigen Gehäuserand bedingen. Die lanzettförmige Byssusöffnung ist vergleichsweise weit. Der Mantel ist braunfleckig mit warzenartigen Bildungen am grünlichen Rand.

### Unterschiede
Tridacna squamosina unterscheidet sich von Tridacna squamosa durch das asymmetrische Gehäuse und die kleinere Adultgröße (ca. 32 cm gegen 48 cm). Letztere Art hat vier bis sechs radiale Falten und eine kleinere Byssusöffnung. Sie lebt mit Byssus fest an den Untergrund angeheftet auch in etwas tieferen Wasser (bis ca. 25 Meter Wassertiefe). Tridacna maxima ist noch etwas größer (bis 500 mm), lebt halb eingegraben und mit Byssus angeheftet im Sand noch etwas tiefer (bis ca. 32 Meter Wassertiefe). 

## Geographische Verbreitung
Die Art ist bisher nur im Roten Meer nachgewiesen. Sie lebt dort im flachen Wasser (weniger als fünf Meter Wassertiefe) und ist nur schwach mit einem Byssus an den Untergrund angeheftet.

## Bestandsentwicklung
Untersuchungen fossiler Tridacna-Schalen haben gezeigt, dass Tridacna costata vor etwa 125.000 Jahren mit etwa 80 % der gefundenen Individuen die häufigste Riesenmuschelart am Roten Meer war. In jüngeren Schichten nahmen die Funde deutlich ab, heute macht Tridacna costata weniger als ein Prozent der gefundenen Riesenmuscheln aus. Es wird vermutet, dass dieser starke Rückgang auf Überfischung zurückzuführen ist, welche mit der Wanderung früher Menschen aus Afrika in den asiatischen Raum begann. Tridacna costata war dabei aufgrund des Vorkommens in sehr flachem Wasser besonders leicht zu sammeln. Ihr Rückgang stellt damit den derzeit ältesten bekannten Fall von Überfischung dar. Aufgrund der geringen Bestandszahlen gilt die Art heute als vom Aussterben bedroht.

## Taxonomie
Das Taxon der Artgruppe wurde bereits 1899 von Rudolf Sturany als Tridacna elongata var. squamosina beschrieben. Der Name dieser Varietät ist als Artname verfügbar. Die Beschreibung geriet aber fast in Vergessenheit. Daher wurde die Art 2008 erneut als neue Art Tridacna costata durch Claudio Richter, Hilly Roa-Quiaoit, Carin Jantzen, Mohammed Al-Zibdah und Marc Kochzius beschrieben. Der letztere Name ist somit ein jüngeres Synonym von Tridacna squamosina Sturany, 1899.

## Belege
- Markus Huber, Anita Eschner: Tridacna (Chametrachea) costata Roa-Quiaoit, Kochzius, Jantzen, Al-Zibdah & Richter from the Red Sea, a junior synonym of Tridacna squamosina Sturany, 1899 (Bivalvia, Tridacnidae). Annalen des Naturhistorischen Museums Wien, B, 112: 153–162, Wien, 2011 (zobodat.at [PDF]).
- Claudio Richter, Hilly Roa-Quiaoit, Carin Jantzen, Mohammed Al-Zibdah und Marc Kochzius: Collapse of a New Living Species of Giant Clam in the Red Sea. In: Current Biology. Nr. 18, 2008, S. 1349–1354, doi:10.1016/j.cub.2008.07.060.
- Rudolf Sturany: Expedition S.M. Schiff "Pola" in das Rothe Meer. Nördliche und südliche Hälfte. 1895/96 und 1897/98. Zoologische Ergebnisse XIV Lamellibranchiaten des Rothen Meeres. Berichte der Commission für oceanographische Forschungen. Sonderdruck aus: Denkschriften der mathematisch-naturwissenschaftlichen Classe der Kaiserlichen Akademie der Wissenschaften, Wien, 69: 255–295, Wien 1899 (Vorabdruck)